# A Knife to Grind
A Knife to Grind è un cortometraggio muto del 1913 diretto da W.P. Kellino.

## Trama
Un tipo che va in giro con un coltellaccio è, in realtà, un macellaio che sta cercando una mola per affilare il suo strumento di lavoro.

## Produzione
Il film fu prodotto dalla EcKo.

## Distribuzione
Distribuito dall'Universal Pictures, il film - un cortometraggio di 71 metri - uscì nelle sale cinematografiche britanniche nel giugno 1913.